# Szadkówek
Szadkówek – wieś w Polsce położona w województwie mazowieckim, w powiecie warszawskim zachodnim, w gminie Leszno.
W skład sołectwa Szadkówek wchodzi także wieś Towarzystwo Czarnów.
W latach 1975–1998 miejscowość administracyjnie należała do województwa warszawskiego.